# Chasm: The Rift
Chasm: The Rift (auch unter dem Alternativtitel Chasm: The Shadow Zone bekannt) ist ein Ego-Shooter der ukrainischen Spielentwickler Action Forms, Ltd.

## Handlung
Bei der Hintergrundgeschichte zu Chasm handelt es sich um eine für die Actionspiele der Zeit typische Story mit Science-Fiction-Einschlag. Die Rolle der Bösen wird von sogenannten „Timestrikern“ übernommen, Monstern aus einer fremden Dimension, die mit Hilfe eines Raumportals auf der Erde einfallen. In der Rolle eines Angehörigen einer militärischen Spezialeinheit muss der Spieler in mehrere Epochen der Menschheitsgeschichte reisen, um die dort vorhandenen Raumportale zu zerstören. Die Mission führt ihn unter anderem ins Alte Ägypten, nach Babylonien, ins Mittelalter und schließlich in eine entfernte Zukunft. Das Spiel lehnt sich nicht nur in dieser Hinsicht stark an id Softwares Genre-Vorreiter Quake an.
Die vier Welten sind in je vier Level unterteilt; im Schlusslevel jeder Welt wartet ein besonders mächtiger Endgegner, der nicht mit purer Waffengewalt zu besiegen ist, sondern meist durch einen Trick.
Zwischen den Levels erhält der Spieler ein animiertes ausführliches Briefing durch einen General und den Wissenschaftler Dr. Strickland. Gekämpft wird mit bereits aus anderen Spielen bekannten Waffen wie Pumpgun, Gatling Gun oder Granatwerfer. Die Feinde sind teilweise Fantasiegestalten wie Außerirdische oder Löwenmenschen, teilweise auch halbwegs realistische Wesen wie Wikinger, Höhlenmenschen und Wildschweine.

## Technik
Anders als viele andere Egoshooter der Periode greift Chasm nicht auf eine bestehende Engine zurück (beispielsweise die Build-Engine von 3D Realms oder die Quake-Engine von id Software), sondern basiert auf einer selbst entwickelten Engine. Ähnlich wie auch in Quake werden Figuren und Items mit polygonbasiertem 3D gerendert, zusätzlich kann die Engine einzelne Lichtquellen verarbeiten (wie etwa Fackeln an den Wänden, nach deren Zerstörung es merklich dunkler wird) und wartet mit kleineren Grafikeffekten auf wie der Darstellung von Rauch, Staub, Funken oder Regentropfen. Schwächen zeigen sich dagegen im Leveldesign; die Engine kann keine besonders in die Höhe gebauten Welten generieren, sondern beschränkt sich auf Levels, die nahezu auf einem einzigen Bodenniveau angesiedelt sind.
Das Spiel bietet die Möglichkeit, den Gegnern sämtliche Körperteile (Füße, Arme, Kopf) einzeln abzuschießen. Dies kann sich der Spieler vor allem zur Entwaffnung und Unschädlichmachung der Feinde zunutze machen.

## Modifikationen
Das Spiel wurde zusammen mit dem offiziellen Level-Editor ausgeliefert und ein vom Hersteller zum kostenlosen Download zur Verfügung gestelltes Add-on fügt dem Hauptspiel neue Monster und drei neue Levels hinzu.

## Fassungen
Chasm ist zuerst in den USA erschienen, vertrieben von GT Interactive. Eine deutsche Version entstand erst später; sie besitzt starke Einschränkungen. So wurde die Farbe Rot komplett aus dem Spiel genommen und durch Grün ersetzt; trotzdem ist die Verstümmelung von Feinden weiterhin möglich. Auch wurden die Briefings (offenbar aus Kostengründen) gestrichen und durch einfache Textseiten ersetzt.

## Indizierung
Das Spiel wurde in Deutschland am 30. September 1998 auf die Liste der jugendgefährdenden Medien gesetzt. Im August 2022 erfolgte die Listenstreichung.